# Vladimír Kašík
Vladimír Kašík (3. května 1925 Kutná Hora – 23. června 2015 Mělník) byl český historik a signatář Charty 77.

## Život
Pocházel z rodiny úředníka Karla a Růženy Kašíkových. Za okupace totálně nasazen, 1943–1945 se podílel na odbojové činnosti. Po studiích historie působil jako vysokoškolský asistent, od 1954 jako odborný asistent na Filozofické fakultě Univerzity Karlovy, 1960 docent, 1968 profesor. S nastupující normalizací přišel nejdříve zákaz učení (1970) a pak odchod z fakulty (1971–1975), poté pracoval jako dokumentátor, asanační dělník podniku Úklid Praha (1977–1989). V letech 1990–1992 se vrátil jako profesor na Filozofickou fakultu Univerzity Karlovy. Působil též jako člen správní rady Hlávkova Národohospodářského ústavu. V 70. a 80. letech publikoval pod různými pseudonymy, patřil k prvním signatářům Charty 77. Náležel k proudu reformních marxistických historiků, postižených po roce 1968 perzekucí ze strany normalizačního režimu.
Je nositelem Vojenské medaile Za zásluhy II. stupně, Junáckého kříže 1939–45 (stříbrný stupeň), Záslužné medaile UK (střední stupeň).
Jeho manželka Nina (1930–1999, roz. Evergetová) byla inženýrkou chemie, synové Martin (* 1952) – fyzik (RNDr.), Michal (* 1959) – inženýr, manažer, informatik.

## Dílo
- Pařížská komuna a její historický význam. Praha : Praha : Čs. společnost pro šíření politických a vědeckých znalostí, 1961.
- Snahy o jednotnou reformistickou stranu 1917–18 a jejich porážka: (Příspěvek k otázce formování marxistické levice v českém dělnickém hnutí). Praha : ČSAV, 1961.
- Dějiny První internacionály. Praha : NPL, 1965
- Dějiny mezinárodního dělnického hnutí. (s kol)., Praha : Svoboda, 1966.
- M. A. Bakunin. Praha : Svoboda, 1969.
- Česká otázka před 1. světovou válkou. 1967.
- Česká otázka a meze české politiky. 1969.
- K. Kautsky o socialistech, demokracii a válce. 1969.
- Bakuninova Zpověď – zoufalství a naděje. 1996.